# Schildpadkopzeeslangen
Schildpadkopzeeslangen (Emydocephalus) zijn een geslacht van slangen uit de familie koraalslangachtigen (Elapidae) en de onderfamilie zeeslangen (Hydrophiinae).

## Naam en indeling
De wetenschappelijke naam van de groep werd voor het eerst voorgesteld door Gerard Krefft in 1869. Er zijn drie soorten, inclusief de pas in 2020 beschreven soort Emydocephalus orarius. Een aantal soorten werd eerder aan het geslacht Aipysurus toegekend.

## Uiterlijke kenmerken
De Nederlandstalige naam schildpadkopzeeslangen is te danken aan de merkwaardig gevormde kop, die we ook terugvinden in de wetenschappelijke naamgeving. Emydocephalus betekent letterlijk vertaald schildpadhoofdige en is een samenstelling van Oudgrieks ἐμύς (emus), 'schildpad' en κεφαλή (kephalē) 'hoofd/kop'. De bovenkaak draagt nog slechts de giftanden en de onderkaak heeft sterk gedegenereerde tandjes. Dit is een aanpassing op het eten van de eieren van vissen.

## Verspreiding en habitat
Alle soorten komen voor in delen van zuidelijk Azië en Australië. Binnen Azië zijn de slangen te vinden langs de kust van de landen Indonesië, Nieuw-Caledonië, Vietnam, de Filipijnen, China, Taiwan en Japan. De habitat bestaat uit de neretische zone van kustgebieden, in koraalriffen en lagunes.

## Beschermingsstatus
Door de internationale natuurbeschermingsorganisatie IUCN is aan twee soorten een beschermingsstatus toegewezen. De slangen worden beschouwd als 'veilig' (Least Concern of LC).

## Soorten
Het geslacht omvat de volgende soorten, met de auteur en het verspreidingsgebied.
| Naam                    | Auteur                                                                 | Verspreidingsgebied                                           |
| ----------------------- | ---------------------------------------------------------------------- | ------------------------------------------------------------- |
| Emydocephalus annulatus | Krefft, 1869                                                           | Indonesië, Nieuw-Caledonië, Vietnam, de Filipijnen, Australië |
| Emydocephalus ijimae    | Stejneger, 1898                                                        | China, Taiwan, Japan                                          |
| Emydocephalus orarius   | Nankivell, Goiran, Hourston, Shine, Rasmussen, Thomson & Sanders, 2020 | Australië (West-Australië)                                    |